# CAV Esquimo Dos Hermanas
El Club Agrupación Voleibol Esquimo Dos Hermanas o Cajasol Juvasa Voley, nombre que recibe debido al patrocinio de la Fundación Cajasol y de la empresa de Dos Hermanas de envases y embalajes Juvasa, es un equipo de voleibol situado en el municipio de Dos Hermanas, en concreto en área metropolitana de Sevilla. Fue fundado en 1973 con el objetivo de expandir este deporte por la ciudad del Guadalquivir.

## Historia

### Temporada 2016/17
El equipo se había reforzado para llevar a cabo un año mejor que el anterior. Los de José Manuel González realizaron una primera vuelta muy buena en cuanto a nivel de juego, sobre todo en Los Montecillos, pabellón que convirtieron en el fortín del equipo andaluz. Gracias a ello, consiguieron clasificarse para jugar la Copa del Rey. Fueron encuadrados con el C.V. Teruel en los cuartos de final, partido que no lograron sacar adelante y que perdieron por un 3-0, aunque mostrando el buen juego que les había hecho llegar hasta esta competición. La temporada acabó sin sobresaltos, con el equipo de Dos Hermanas a las puertas de los Play Offs por el título. Fueron quintos clasificados.
Debido a la pérdida de jugadores claves para esta temporada y a la imposibilidad de rehacer el equipo masculino, el club decide revocar la plaza que por derecho le correspondía, bajando así a la Superliga 2. Por otra parte, aceptaron una en la Superliga Iberdrola de Voleibol para su equipo femenino.

## Palmarés
Nota: en negrita competiciones vigentes en la actualidad.
| Competición nacional        | Títulos | Subcampeonatos |
| --------------------------- | ------- | -------------- |
| Superliga Masculina 2 (0/1) |         | 2009-10.       |

## Trayectoria deportiva
Competiciones disputadas:
- Superliga (7): 2010/2011, 2011/2012, 2012/2013, 2013/2014, 2014/2015, 2016/2015, 2016/2017
- Copa del Rey (5): 2011, 2012, 2013, 2014, 2017

- Datos: Q30904748